# Alptegîn
Alptegin (prince héroïque en turc), mort en septembre 963 ou en 975, est un militaire turc d'origine servile, qui fut gouverneur de Ghazni entre 962 et 963.
Capitaine de la garde turque des émirs Samanides de Boukhara et de Samarkand, il est nommé gouverneur du Khorassan au début de l'année 961. À la mort de l'émir Abdul Malik Ier à la fin de l'année, s'ouvre une crise de succession dans l'État samanide. Alptegîn, ayant échoué à imposer son candidat, se retire à Balkh, refusant de se laisser destituer par le nouvel émir Mansur Ier. Chassé de Balkh par l’armée samanide, il s’empare de Ghaznî, en Afghanistan, en 962 et en fait la capitale de la dynastie Ghaznévide, première dynastie turque en pays iranien (fin en 1186). 
Alptegîn meurt peu après (963 ?). Selon l'historien persan Ferishta, il serait mort en 975 et son fils Isakh est nommé gouverneur de Ghaznî par Mansur Ier. À sa mort en 977, son esclave et gendre Subuktigîn lui succède. Il étend son domaine sous la suzeraineté des Samanides ; père de Mahmûd de Ghaznî, il fonde la dynastie des Ghaznévides.